# Акордна оплата праці
Ако́рдна опла́та пра́ці — форма відрядної оплати праці, за якою загальну суму заробітної плати робітникові або найчастіше колективові робітників встановлюють за весь обсяг виконаної роботи (акорд) на підставі реальної обґрунтованості норм виробітку, витрат необхідного часу роботи і відрядних розцінок на окремі види робіт або операцій. Нараховану суму виплачують за умови своєчасного і якісного виконання всього комплексу запрограмованих робіт. Якщо ж для прискорення виконання робіт потрібно матеріально зацікавити виконавців у економії часу і витрат, то за поточний місяць, враховуючи обсяги фактичного своєчасного виконання робіт при акордній оплаті праці, застосовують виплату спеціальних премій (акордно-преміальна оплата). Знання робітником обсягу робіт, терміну їх виконання і розміру майбутнього додаткового заробітку сприяє підвищенню продуктивності праці та якості виконуваної роботи.